# Vene lombare
Venele lombare sunt vene care se desfășoară de-a lungul interiorului peretelui abdominal posterior. Sunt echivalentul lombar al venelor intercostale posterioare ale toracelui.

## Anatomie
Venele lombare însoțesc cele patru artere lombare de pe fiecare parte a corpului. Fiecare venă lombară este superioară arterei lombare adiacente (același aranjament ca în fasciculele neurovasculare intercostale).
Prima și a doua venă lombară se alătură de obicei cu vena lombară ascendentă, mai degrabă decât cu vena cavă inferioară, care apoi se alătură venei subcostale din aceeași parte pentru a forma vena azygos din dreapta sau vena hemiazygos pe stânga. A treia și a patra venă lombară se varsă în vena cavă inferioară.
Venele lombare drenează venele spinale anterioare. 

### Relații
Toate venele lombare se află în spatele trunchiului simpatic de fiecare parte. În stânga, a treia și a patra venă lombară trec în spatele aortei abdominale pentru a ajunge la vena cavă inferioară. În dreapta, a treia și a patra venă lombară parcurg o distanță mai mică.

### Variabilitate
Există variații în care venele lombare se scurg spre vena cavă inferioară și care se scurg spre vena lombară ascendentă, vena azygos și vena hemiazygos.  O venă lombară stângă se poate scurge în vena renală stângă. 

## Semnificație clinică
În timpul cateterizării venoase centrale a venei cave inferioare, cateterul poate intra într-o venă lombară.  Este posibil ca cateterul să fie repoziționat. 